# Sotona likuje
Sotona likuje (rus. Сатана ликующий) ruski je film redatelja Jakova Protazanova.

## Radnja
Film govori o župniku koji potiče svoje stado da ne podlegne iskušenjima, ali im na kraju i sam podlegne.

## Uloge
- Ivan Mozžuhin
- Natalja Lisenko
- Polikarp Pavlov
- Aleksandar Čabrov
- Vera Orlova

## Vanjske poveznice
- Sotona likuje na Kino Poisk